# 前546年
| 千纪： | 前1千纪 |
| 世纪： | 前7世纪 \| 前6世纪 \| 前5世纪 |
| 年代： | 前570年代 \| 前560年代 \| 前550年代 \| 前540年代 \| 前530年代 \| 前520年代 \| 前510年代 |
| 年份： | 前551年 \| 前550年 \| 前549年 \| 前548年 \| 前547年 \| 前546年 \| 前545年 \| 前544年 \| 前543年 \| 前542年 \| 前541年                                                                                |
| 纪年： | 周靈王二十六年 魯襄公二十七年 齐景公二年 晋平公十二年 秦景公三十一年 宋平公三十年 楚康王十四年 卫献公后元年 陈哀公二十三年 蔡景侯四十六年 曹武公九年 郑简公二十年 燕懿公三年 吴王余祭二年 杞文公四年 |

## 大事记
- 居鲁士二世攻佔呂底亞王國和小亞細亞的各希臘城邦。
- 慶封滅崔氏，在齊國執政。
- 衛獻公誅殺衛殤公害怕迎立自己復辟的寧喜專權，公孫免余受命殺死了寧喜，滅掉了寧氏，孫林父以戚地歸附晉國避難。
- 在宋国大夫向戌的提议下，晉國大夫趙武主持晉國、楚國、齊國、秦國、魯國、衞國、陳國、蔡國、鄭國、許國、宋國、邾國、滕國等14國在宋国的第二次弭兵之盟。
- 鲁国实行“初税亩”改革。

## 逝世
- 阿那克西曼德 (约公元前610年~前546年), 古希腊哲学家。
- 泰勒斯，希腊哲学家（出生于前624年）
- 衛殤公，即姬秋，為春秋諸侯國衞國君主之一，衞獻公堂弟。
- 崔杼，春秋齊國大夫。
- 甯喜，春秋衛國大夫。